# Horský hotel Poľana
Horský hotel Poľana je horský hotel v nadmořské výšce 1260 m n. m. na jižních svazích Přední Poľany v pohoří Poľana. Zařízení s celoročním provozem se nachází na katastru města Hriňová, v okrese Detva v chráněné krajinné oblasti Poľana.

## Služby
Hotel začal fungovat v roce 1994 a nabízel ubytování pro 72 osob v hotelové a 40 osob v turistické části. Poskytoval možnosti letní i zimní rekreace, seminářů, školení a společenských akcí různého charakteru. V zimní sezóně byly u hotelu k dispozici 3 lyžařské vleky, běžecké tratě, půjčovna sportovních potřeb a ski servis.
Hotel je od léta 2012 v rekonstrukci a dlouhodobě mimo provoz (k červnu 2018). Otevřený je jen bufet.

## Přístup
- Po  značce z Poľany
- Po  značce z Detvy
- Po  značce z Detvy přes Skliarovo
- Po  značce z Hriňové nebo Sedla Príslopy
- Po  značce z Detvy – Skliarovo přes Hriňovou
- Hotel je dostupný cestou z Hriňové.